# Push mail
Pour les articles homonymes, voir Push.
Le Push Mail (ou push e-mail) est une technologie de messagerie électronique mobile, consistant à envoyer les messages reçus sur un serveur de messagerie, via un server push, vers un mobile, typiquement un smartphone.
À la différence des clients de messagerie traditionnels nécessitant une synchronisation périodique (protocole POP3 par exemple), le push mail a comme principe de pousser (push) directement les messages vers le mobile.
Le push mail est la technologie qui a contribué au succès de la société Research in Motion (RIM) et de son produit phare, le BlackBerry.

## Description
Le nouveau message, poussé par le MDA (Mail Delivery Agent) ou serveur de messagerie, est envoyé au MUA (Mail User Agent), qui est un terminal mobile, un smartphone comme un Blackberry, un téléphone compatible Android ou un iPhone. 
Contrairement à la messagerie classique, le push mail repose le plus souvent sur des protocoles propriétaires. Des standards ouverts commencent à apparaître, par exemple le Push-IMAP (en) ou le SyncML (basé sur XML).